# Deutsche Frauen-Handballnationalmannschaft (Jugend)
Die deutsche Frauen-Handballnationalmannschaft (Jugend) ist die vom Deutschen Handballbund aufgestellte Nationalauswahl Deutschlands für Nachwuchsspielerinnen der Altersklasse Jugend.

## DefinitionJuniorinnenundJugend
Die Jugendauswahl steht altersmäßig unterhalb der Juniorenauswahl und der A-Nationalmannschaft.
Da sich die Leistungsfähigkeit von Sportlern altersabhängig unterscheidet, wird eine Klasseneinteilung vorgenommen.
Unterhalb der Erwachsenenklasse Senioren werden die Sportlerinnen abhängig vom Geburtsjahr Altersklassen zugeteilt. Im deutschen Sprachraum wird dabei der Buchstabe U (steht für unter) vor das jeweilige Alter gesetzt. Die Junioren und Jugend genannten Sportlerinnen treten in den Altersklassen U 20 (unter 20 Jahren) und U 19 (unter 19 Jahren) an. Da für die Einteilung das Geburtsjahr ausschlaggebend ist, können die Sportlerinnen ihre Klassenzugehörigkeit während einer Saison beibehalten.
Beispiele: An den U-20-Wettbewerben im Jahr 2018 durften Spielerinnen der Geburtsjahrgänge 1997 und 1998 teilnehmen. An den U-19-Wettbewerben des Jahres 2018 durften Spielerinnen der Geburtsjahrgänge 1999 und 2000 teilnehmen.
Da die Altersklassen jeweils nur zwei Jahre behalten werden, ist die Fluktuation weit größer als bei den Erwachsenenauswahlen.

## Wettbewerbe

### Europäisches Olympisches Jugendfestival (U17)
Am Europäischen Olympischen Jugendfestival (EYOF), das alle zwei Jahre ausgetragen wird, nehmen Nationalmannschaften der Altersklasse U17 teil.
Die deutsche Auswahl nahm mit nachstehend aufgeführten Ergebnissen teil:
| Jahr | Ort                    | Teams | Platz              | Mannschaft | Trainer             | Anmerkungen        |
| ---- | ---------------------- | ----- | ------------------ | --- | ------------------- | ------------------ |
| 2011 | Trabzon, Türkei        | 8     | nicht teilgenommen | nicht teilgenommen | nicht teilgenommen  | nicht teilgenommen |
| 2013 | Utrecht, Niederlande   | 8     | 3.                 | Magdalena Frey, Josephine Körner, Sarah Irmler, Lisa Wieder, Jill Sievert, Sophia Sommerrock, Alicia Burgert, Nele Reimer, Alicia Stolle, Luisa Sturm, Pia Adams, Annika Ingenpaß, Elisa Burkholder, Dana Centini, Lisa Friedberger | Maik Nowak          |                    |
| 2015 | Tiflis, Georgien       | 8     | 6.                 | Jana Brausch, Saskia Probst, Chantal Funke, Rebecca Brecht, Jeannine Bollmann, Julia Maidhof, Nele Franz, Sarah Wachter, Vanessa Brandt, Pia Magnago, Lena Degenhardt, Nathalie Schwarz, Elaine Rode, Anna Plate                    | Frank Hamann        |                    |
| 2017 | Győr, Ungarn           | 8     | nicht teilgenommen | nicht teilgenommen | nicht teilgenommen  | nicht teilgenommen |
| 2019 | Baku, Aserbaidschan    | 8     | nicht teilgenommen | nicht teilgenommen | nicht teilgenommen  | nicht teilgenommen |
| 2022 | Zvolen, Slowakei       | 8     | 4.                 | Norah Kothen, Marlene Berg, Alissa Werle, Lea Liebetrau, Lara Däuble, Julika Birnkammer, Mia Elisa Bomnüter, Marleen Kern, Evdoxia Valsama, Mia König, Emelie Harms, Marlene Böttcher, Sidney Bätz, Ida Petzold, Emma Niemann       | Zuzana Porvzanikova |                    |
| 2023 | Maribor, Slowenien     | 8     | nicht teilgenommen | nicht teilgenommen | nicht teilgenommen  | nicht teilgenommen |
| 2025 | Skopje, Nordmazedonien | 8     | 1.                 | Lotta Willuhn, Anabel Rohde, Elsa Wonnenberg, Mia Fuchs, Anni Horn, Linnea Radzeviciute, Ida Subke, Katlyn Reymann, Romy Klein, Jette Lojewski, Emely Bach, Charlize Tesch, Nora Lange, Mara Lehmann, Tilda Halbe                   |                     |                    |

### Europameisterschaft der Jugend (U 17)
Die U-17-Europameisterschaften werden seit 1992 grundsätzlich alle zwei Jahre ausgetragen.
| Jahr | Land           | Teams | Platz              | Mannschaft | Trainer                      | Anmerkungen |
| ---- | -------------- | ----- | ------------------ | --- | ---------------------------- | --- |
| 1992 | Ungarn         | ?     | 03.                | ? | ?                            | – |
| 1994 | Litauen        | ?     | ?                  | ? | ?                            | – |
| 1997 | Österreich     | 12    | 10.                | ? | ?                            | – |
| 1999 | Deutschland    | 12    | 03.                | Turid Arndt, Sabine Englert, Nadine Hardter, L. Lempke, J. Franke, D. Stratmann, L. Schubert, Marielle Böhm, Nadine Krause, Alexandra Uhlig, Ania Rösler, Kerstin Reckenthäler, Maren Baumbach                                                                          | ?                            | – |
| 2001 | Türkei         | 12    | 02.                | Clara Woltering, Maike März, Viktoria Marquardt, Isabell Nagel, Anne Ulbricht, Sandra Senk, Anne Müller, Nora Reiche, Viktoria Jux, Mandy Hering, Annika Schmid, Franziska Garcia-Almendaris, Julia Högl, Anja Neumann, Ulrike Stange                                   | ?                            | – |
| 2003 | Russland       | 12    | 12.                | J. Pengel, Natalie Hagel, Jessica Schulz, C. Engel, Anne Jochin, Steffi Bergmann, S. Moller, J. Schulz, Laura Steinbach, Maike Daniels, Julia Harms, Jenny Karolius, S. Bast, I. Seeger, Claudia Schückler                                                              | Steffen Wohlrad              | – |
| 2005 | Österreich     | 16    | 07.                | J. Nagel, Laura Glaser, T. Böhme, Marlene Zapf, Nadja Nadgornaja, Franziska Mietzner, Antje Lauenroth, Barbara Hetmanek, Lone Fischer, Julia Lupke, Katja Gahn, Maria Bohle, Debby Aubrecht, Kira Eickhoff, Janine Urbanek, Julia Wenzl, Vivien Erdmann, Eileen Uhlig   | Ildikó Barna                 | – |
| 2007 | Slowakei       | 16    | nicht teilgenommen | nicht teilgenommen | nicht teilgenommen           | nicht teilgenommen                                                                                               |
| 2009 | Serbien        | 16    | 09.                | Melanie Veith, Alexandra Mazzucco, Anne Hubinger, Lara Leuckefeld, Alisa Berger, Marlene Windisch, Lena Petersen, Freya Stonawski, Katrin Premm, Ann-Cathrin Giegerich, Jasmin Ott, Sandra Josefiak, Ewgenija Minevskaja, Kaya Diehl                                    | Ute Lemmel                   | – |
| 2011 | Tschechien     | 16    | 10.                | Dinah Eckerle, Isa-Sophia Rösike, Jennifer Rode, Frenzy Geis, Lea Wahle, Cara Hartstock, Katharina Winger, Saskia Putzke, Luise Becker, Maren Weigel, Sina Namat, Nicole Roth, Michelle Schombel, Saskia Rast, Helena Odenwald                                          | Ute Lemmel                   | – |
| 2013 | Polen          | 16    | 10.                | Jessica Jochims, Josephine Körner, Sarah Irmler, Lisa Wieder, Jill Sievert, Sophia Sommerrock, Alicia Burgert, Nele Reimer, Alicia Stolle, Lea Gruber, Luisa Sturm, Pia Adams, Annika Ingenpaß, Joanna Rode, Dana Centini, Emily Bölk                                   | Maik Nowak                   | – |
| 2015 | Nordmazedonien | 16    | 09.                | Jana Scheib, Amelie Berger, Rebecca Brecht, Isabell Hurst, Nina Fischer, Vildana Halilovic, Jennifer Souza, Jennifer Kämpf, Mia Zschoke, Celina Meißner, Amelie Bayerl, Emely Theilig, Lea Rüther, Franziska Peter, Leonie Kockel, Annika Lott                          | Frank Hamann                 | – |
| 2017 | Slowakei       | 16    | 01.                | Charley Zenner, Pauline Uhlmann, Anna-Lena Hausherr, Leonie Kockel, Julia Weise, Maxi Mühlner, Laura Waldenmaier, Selina Margull, Aimée von Pereira, Marielle Wulf, Lena Neubrander, Paulina Golla, Jana Scheib, Carlotta Fege, Malina Marie Michalczik, Dana Bleckmann | Maik Nowak                   | Aimée von Pereira wurde zum MVP gewählt. Anna-Lena Hausherr wurde in das All-Star Team gewählt.                  |
| 2019 | Slowenien      | 16    | 07.                | Alexandra Humpert, Loreen Veit, Mathilda Häberle, Maj Rika Nielsen, Wiebke Meyer, Maraike Kusian, Franziska Herzig, Sophia Cormann, Rena Keller, Emma Hertha, Rebecca Rott, Naomi Conze, Meike Becker, Antonia Pieszkalla, Leonie Dreizler, Kimberly Gisa               | Barbara Hetmanek, Maik Nowak | – |
| 2021 | Montenegro     | 16    | 02.                | Sarah Hübner, Maja Schönefeld, Pia Terfloth, Paula Trawczynski, Magdalena Probst, Merja Wohlfeil, Nieke Kühne, Matilda Ehlert, Gianina Bianco, Marie Weiss, Lotta Röpcke, Vanessa Huth, Leoni Baßiner, Merle Albers, Viola Leuchter, Ariane Pfundstein                  | Sybille Gruner               | Viola Leuchter wurde Torschützenkönigin der Turniers und in das All-Star-Team gewählt.                           |
| 2023 | Montenegro     | 16    | 03.                | Lena Berens, Aylin Bornhardt, Fabienne Fournier, Frida Heimann, Kaya Hormann, Marleen Kern, Laura Klocke, Lena Lindemann, Ruslana Litvinov, Felina Menne, Farrelle Njinkeu, Leila Ott, Kim Ott, Lina Steinecke, Marlene Tucholke, Alissa Werle                          | Eugenius Smits               | Alissa Werle wurde in das All-Star Team gewählt. Ruslana Litvinov wurde als beste Abwehrspielerin ausgezeichnet. |
| 2025 | Montenegro     | 24    |                    | |                              | |

### Weltmeisterschaft der Jugend (U 18)
Die U-18-Weltmeisterschaften werden seit 2006 grundsätzlich alle zwei Jahre ausgetragen.
| Jahr | Land                    | Teams                                             | Platz                                             | Mannschaft | Trainer                                           | Anmerkungen                                                                           |
| ---- | ----------------------- | ------------------------------------------------- | ------------------------------------------------- | --- | ------------------------------------------------- | ------------------------------------------------------------------------------------- |
| 2006 | Kanada                  | 12                                                | nicht teilgenommen                                | nicht teilgenommen | nicht teilgenommen                                | nicht teilgenommen                                                                    |
| 2008 | Slowakei                | 16                                                | nicht teilgenommen                                | nicht teilgenommen | nicht teilgenommen                                | nicht teilgenommen                                                                    |
| 2010 | Dominikanische Republik | 20                                                | 14.                                               | Melanie Veith, Sina Ritter, Anne Hubinger, Alisa Berger, Marlene Windisch, Alexandra Mazzucco, Stefanie Hummel, Freya Stonawski, Ann-Cathrin Giegerich, Julia Behnke, Stefanie Praetzel, Helena Hertlein, Kaya Diehl, Jaqueline Hummel                       | Ute Lemmel                                        |                                                                                       |
| 2012 | Montenegro              | 20                                                | nicht teilgenommen                                | nicht teilgenommen | nicht teilgenommen                                | nicht teilgenommen                                                                    |
| 2014 | Nordmazedonien          | 24                                                | 02.                                               | Jessica Jochims, Josephine Korner, Sarah Irmler, Alina Grijseels, Elisa Burkholder, Nele Reimer, Katrin Pichlmeier, Joanna Rode, Aylin Bok, Luisa Sturm, Annika Ingenpaß, Gordana Mitrović, Dana Centini, Lisa Friedberger, Franziska Peter, Emily Bölk      | Maik Nowak                                        | Emily Bölk wurde zum MVP gewählt. Jessica Jochims wurde in das All-Star-Team gewählt. |
| 2016 | Slowakei                | 24                                                | 11.                                               | Anna Ansorge, Lia Dieckmann, Isabell Hurst, Nina Fischer, Vildana Halilovic, Elisa Stuttfeld, Mia Zschoke, Sarah Wachter, Amelie Bayerl, Isabelle Dolle, Franziska Peter, Nina Reisberg, Nele Franz, Lena Degenhardt, Julia Maidhof, Celina Meisner          | Frank Hamann                                      |                                                                                       |
| 2018 | Polen                   | 23                                                | 05.                                               | Charley Zenner, Pauline Uhlmann, Lena Hausherr, Leonie Kockel, Julia Weise, Tamara Andreas, Maxi Mühlner, Laetitia Quist, Laura Waldenmaier, Aimée von Pereira, Ndidi Agwunedu, Mariel Wulf, Lea Neubrander, Paulina Golla, Marie Michalczik, Dana Bleckmann | Maik Nowak                                        |                                                                                       |
| 2020 | Kroatien                | Das Turnier fiel wegen der COVID-19-Pandemie aus. | Das Turnier fiel wegen der COVID-19-Pandemie aus. | Das Turnier fiel wegen der COVID-19-Pandemie aus. | Das Turnier fiel wegen der COVID-19-Pandemie aus. | Das Turnier fiel wegen der COVID-19-Pandemie aus.                                     |
| 2022 | Nordmazedonien          | 32                                                | 10.                                               | Sarah Hübner, Maja Schönefeld, Pia Terfloth, Magdalena Probst, Merja Wohlfeil, Nieke Kühne, Matilda Ehlert, Gianina Bianco, Marie Weiss, Lotta Röpcke, Emy Hürkamp, Merle Albers, Viola Leuchter, Ariane Pfundstein, Tabea Wipper, Luise Albert              | Eugenius Smits                                    |                                                                                       |
| 2024 | China                   | 32                                                | 05.                                               | Lena Berens, Aylin Bornhardt, Lotta Christiansen, Frida Heimann, Marleen Kern, Laura Sophie Klocke, Lena Marie Lindemann, Lin Elisabeth Lück, Kim Ott, Leila Ott, Chiara Rohr, Dajana Schnabel, Lina Steinecke, Marlene Tucholke, Jana Walther, Alissa Werle | Eugenius Smits                                    | Aylin Bornhardt wurde in das All-Star-Team gewählt.                                   |